# 桑顿
桑頓是位於南非豪登省約翰內斯堡市的一個富裕地區。這個名字來自它的兩個郊區——桑當和布萊恩斯頓。1969年，桑頓本身作為一個市政當局頒布，但在南非地方政府重組後失去了獨立城鎮的地位。

## 歷史

### 早期定居者

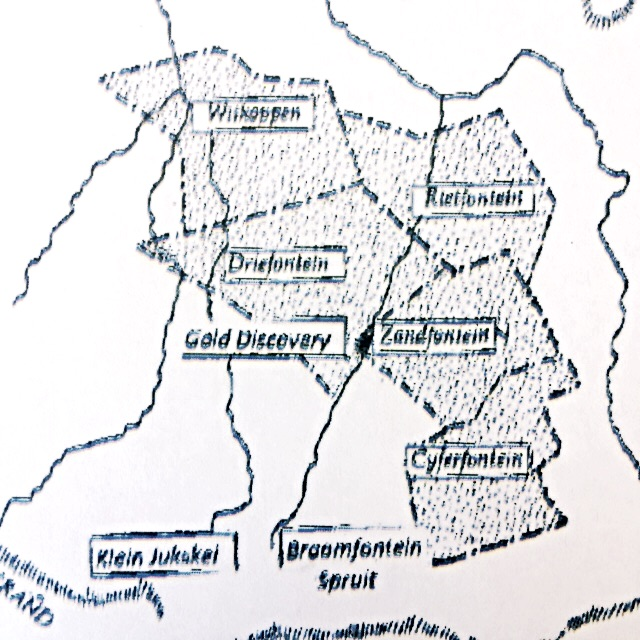
桑頓的前身——札德方坦、德里方丹 (豪登省)和里埃方丹三個原始農場，以及維特克盆和克芬爾方丹兩個農場。

考古發現表明，桑頓今天所包含的地區最初由各種土著群體佔領，在歐洲人定居之前，最值得注意的是茨瓦納人、以及規模上較小的索托人。鐵器時代冶煉廠的遺骸在桑頓北部郊區的孤山發現的。在該地區定居的第一批布爾人大遷徙之一是札德方坦農場的艾斯特哈吉森家族（南非語和荷蘭語稱為Sandy Spring或Sand Fountain）。紀念他們的紀念碑可能位於其家庭墓地——桑頓的艾德麗安街附近。札德方坦、德里方丹（南非語和荷蘭語稱為Three Springs或Fountains）和里埃方丹（南非語和荷蘭語稱為Reed Spring或Reeds of Fountain）阻礙了將要成為桑頓的地區。桑頓的市徽向三個農場致敬，其人字形上有三個圓形噴泉桶。在19世紀後期，德國漢諾威的威廉明家族收購了德里方丹的3號農場，而里埃方丹則歸埃勒斯家族所有。最初的德里方丹在第二次布爾戰爭期間被洗劫一空，其範圍在現在的田野和研究中心內。在克萊恩·朱克斯基河的北岸可以看到其廢墟。威廉明家族從德國返回桑頓後，在現今的第15街——帕克摩爾暨Riverclub建造了“新的”1906年德里方丹農舍。這座農舍是現在已解散的桑頓歷史基金會的標誌和總部，其被列為約翰內斯堡的遺產城市。

## 外部連結
- 维基导游上有關桑頓的旅行指南
- Sandton Central Management District
- Sandton Gautrain station